# 华盛顿条约 (1871年)
华盛顿条约是1871年英国威廉·格莱斯顿任首相和美国尤利西斯·格兰特任总统期间签订的条约，该条约解决了两国间的多个争端，如亚拉巴马号索赔案、在加拿大水域的非法捕鱼以及英国平民在美国南北战争期间遭受损失等问题，为美国与包括加拿大在内的英国带来了持久和平。